# Виноградове (Євпаторійський район)
Виноградо́ве (до 1948 року — Боз-Оглу́-Монтана́й, крим. Boz Oğlu Montanay) — село в Євпаторійському районі Автономної Республіки Крим.
Розташоване за 33 км від райцентру міста Саки, за 24 км від Євпаторії (там же знаходиться найближча залізнична станція) і за 9 км від автодороги Євпаторія — Роздольне.
Засноване в 1882 році. До 1991 р. у селі розміщувалася центральна садиба колгоспу «ім. Леніна», вирощувалися овочі, зернові культури і виноград. На 1974 рік у Виноградово була восьмирічна школа, бібліотека з фондом 6 тис. книг, клуб, медпункт, 4 магазини і поштове відділення. 80 жителів села брали участь в німецько-радянській війні, 11 з них загинули, 67 були нагороджені орденами та медалями СРСР. На честь загиблих односельців встановлено обеліск.